# Dorothea Brandt
Dorothea Brandt (Bremervörde, 5 de marzo de 1984) es una deportista alemana que compitió en natación.
Ganó una medalla de bronce en el Campeonato Mundial de Natación en Piscina Corta de 2014 y quince medallas en el Campeonato Europeo de Natación en Piscina Corta entre los años 2002 y 2013.

## Palmarés internacional
| Campeonato Mundial en Piscina Corta | Campeonato Mundial en Piscina Corta | Campeonato Mundial en Piscina Corta | Campeonato Mundial en Piscina Corta |
| Año                                 | Lugar                               | Medalla                             | Prueba                              |
| ----------------------------------- | ----------------------------------- | ----------------------------------- | ----------------------------------- |
| 2014                                | Doha (Catar)                        | Medalla de bronce                   | 50 m libre                          |
| Campeonato Europeo en Piscina Corta |                                     |                                     |                                     |
| Año                                 | Lugar                               | Medalla                             | Prueba                              |
| 2002                                | Riesa (Alemania)                    | Medalla de bronce                   | 4 × 50 m libre                      |
| 2004                                | Viena (Austria)                     | Medalla de plata                    | 4 × 50 m libre                      |
| 2004                                | Viena (Austria)                     | Medalla de plata                    | 4 × 50 m estilos                    |
| 2005                                | Trieste (Italia)                    | Medalla de plata                    | 4 × 50 m estilos                    |
| 2005                                | Trieste (Italia)                    | Medalla de bronce                   | 4 × 50 m libre                      |
| 2007                                | Debrecen (Hungría)                  | Medalla de plata                    | 4 × 50 m libre                      |
| 2008                                | Rijeka (Croacia)                    | Medalla de bronce                   | 4 × 50 m libre                      |
| 2009                                | Estambul (Turquía)                  | Medalla de bronce                   | 50 m libre                          |
| 2009                                | Estambul (Turquía)                  | Medalla de bronce                   | 4 × 50 m libre                      |
| 2010                                | Eindhoven (Países Bajos)            | Medalla de oro                      | 50 m braza                          |
| 2010                                | Eindhoven (Países Bajos)            | Medalla de plata                    | 4 × 50 m libre                      |
| 2010                                | Eindhoven (Países Bajos)            | Medalla de plata                    | 4 × 50 m estilos                    |
| 2011                                | Szczecin (Polonia)                  | Medalla de oro                      | 4 × 50 m libre                      |
| 2011                                | Szczecin (Polonia)                  | Medalla de plata                    | 50 m braza                          |
| 2013                                | Herning (Dinamarca)                 | Medalla de oro                      | 4 × 50 m estilos mixto              |